# VK Jug Dubrovnik
El VK JUG Dubrovnik es un club de waterpolo fundado en 1923 con sede en la ciudad de Dubrovnik (Croacia). 

## Jugadores
Algunos jugadores internacionalmente reconocidos que han jugado en el JUG son:
- Tamás Molnár
- Tony Azevedo

## Palmarés
- 17 veces campeón de la liga de Croacia de waterpolo masculino (2000, 2001, 2004, 2005, 2006, 2007, 2009, 2010, 2011, 2012, 2013, 2016, 2017, 2018, 2019, 2020, 2022)
- 16 veces campeón de la copa de Croacia de waterpolo masculino (1994, 1996, 2000, 2002, 2003, 2004, 2006, 2007, 2008, 2009, 2016, 2017, 2018, 2019, 2022, 2023)
- 22 veces campeón del liga de Yugoslavia de waterpolo masculino (1925, 1926, 1927, 1928, 1929, 1930, 1931, 1932, 1933, 1934, 1935, 1936, 1937, 1940, 1949, 1950, 1951, 1980, 1981, 1982, 1983, 1985)
- 2 veces campeón de la copa de Yugoslavia de waterpolo masculino (1981, 1983)
- 2 veces campeón de la Supercopa de Europa de waterpolo masculino (2006, 2016)
- 2 veces campeón de la Copa LEN de waterpolo masculino (2000, 2024)
- 4 veces campeón de la Copa de Europa de waterpolo masculino (1980, 2001, 2006, 2016)
- 5 veces campeón de la Liga adriática de waterpolo masculino (2009, 2016, 2017, 2018, 2023)